# Gaston Ier de Foix-Béarn
Pour les articles homonymes, voir Gaston de Foix.
Gaston Ier de Foix (° 1287 - † 13 décembre 1315), est comte de Foix, vicomte de Castelbon, de Béarn (sous le nom de Gaston VIII), coprince d'Andorre de 1302 à 1315, vicomte de Marsan de 1310 à 1315. Il est fils de Roger-Bernard III, comte de Foix, prince et viguier d'Andorre et vicomte de Castelbon, et de Marguerite de Moncade, vicomtesse de Béarn. Il est l'ancêtre au dixième degré du roi de France Henri IV.

## Biographie
Il succède à son père le 3 mars 1302, sous la tutelle de sa mère car il n’a que quinze ans. Il rejoint l’ost royal avec 100 chevaliers et un millier de sergents d’armes et a peut-être participé à la bataille de Courtrai, le 11 juillet 1302. Revenu dans ses états, il lutte contre son cousin germain Bernard VI, comte d’Armagnac qui lui conteste le Béarn., mais le roi Philippe le Bel les oblige à conclure la paix le 25 décembre 1303.
Il repart combattre pour le roi en Flandre et participe à la bataille de Mons-en-Pévèle le 18 août 1304. Ses villes fuxéennes se révoltent contre les agents royaux qui veulent lever une aide pour financer la poursuite des guerres flamandes. Gaston soutient ses administrés et refuse de livrer les meneurs. Après une saisie partielle du comté de Foix par le sénéchal de Carcassonne, Gaston rentre en grâce[précision nécessaire].
En 1308, il est de nouveau en guerre contre l’Armagnac, malgré les ordres contraires du roi. Gaston est convoqué par de dernier est emprisonné au Châtelet. Le roi lui interdit toute guerre privée et le libère contre une amende de 36 000 livres.
Il hérite de la vicomté de Marsan en 1310, à la mort de sa tante Constance de Moncade.
Il est avec Louis le Hutin à une nouvelle guerre contre la Flandre, mais tombe malade, et meurt à l'abbaye de Maubuisson, où il accompagne le roi, le 15 décembre 1315. Son corps est ensuite rapporté à grands frais à l'abbaye de Boulbonne pour y être inhumé aux côtés de ses aïeux.

## Mariage et enfants
Il épouse à Senlis en octobre 1301 Jeanne d'Artois (1289 † 1350), fille de Philippe d’Artois, seigneur de Conches, et de Blanche de Bretagne. De ce mariage sont nés :
- Gaston II (1308 † 1343), comte de Foix et de Bigorre et vicomte de Béarn : d'où la suite des comtes/vicomtes de Foix-Béarn jusqu'en 1391 avec son fils Gaston III Fébus ;
- Roger-Bernard III (1310 † 1350), vicomte de Castelbon : d'où la suite des comtes/vicomtes de Foix-Béarn à partir de 1391 avec son petit-fils Mathieu, fils de Roger-Bernard IV de Castelbon ;
- Robert, évêque de Lavaur ;
- Marguerite ;
- Blanche, mariée en 1328 à Jean II de Grailly, captal de Buch : extinction de leur postérité légitime en 1376 à la † de leur fils unique, le captal Jean III de Grailly ;
- Jeanne, mariée en 1331 à Pedro IV de Ribagorza (es) (1305-1381), comte de Ribagorce, d'Ampurias et de Prades, fils de Jacques II d'Aragon et Blanche d'Anjou (1280-1310). Jeanne fut la mère de plusieurs enfants, dont Éléonore, reine de Chypre, et Alphonse, comte de Ribagorce.

On lui connaît deux bâtards : le baron des Angles et Pierre-And, capitaine de Lourdes[réf. nécessaire].